# 1. dzielnica Paryża
I okręg Paryża (fr. Ier arrondissement de Paris) – jeden z dwudziestu okręgów Paryża. Jest to najmniej zaludniony i jeden z najmniejszych okręgów tego miasta. Duża jego część jest zajmowana przez biznes i administrację. Powierzchnia okręgu wynosi 1,826 km².
W obecnym kształcie okręg istnieje od 1860. Położony jest w większości na prawym brzegu Sekwany, ale pokrywa też zachodnią część Île de la Cité. Jest to jeden z najstarszych okręgów Paryża: Île de la Cité stanowiła pierwotnie centrum Lutecji, a niektóre jej części na prawym brzegu Sekwany są datowane na wczesne średniowiecze. Na terenie okręgu znajdują się:
- Luwr
- Tuileries
- Arc du Carrousel
- Palais-Royal
- Comédie-Française
- Hôtel de Rambouillet
- Hotel Ritz
- Pont Neuf
- Pont des Arts
- Rue de Rivoli
- Place Vendôme
- Kościół Saint Germain l’Auxerrois
- Kościół Notre Dame de l’Assomption
- Sainte-Chapelle
- Conciergerie
- La Samaritaine

Od 2001 merem okręgu był Jean-François Legaret z Unii na rzecz Ruchu Ludowego.

## Zmiany ludności
| Rok  | Ludność | Gęstość zaludn. (mieszk./km²) |
| ---- | ------- | ----------------------------- |
| 1861 | 89 519  | 49 025                        |
| 1872 | 74 286  | 40 593                        |
| 1954 | 38 926  | 21 271                        |
| 1962 | 36 543  | 20 013                        |
| 1968 | 32 332  | 17 706                        |
| 1975 | 22 793  | 12 482                        |
| 1982 | 18 509  | 10 136                        |
| 1990 | 18 360  | 10 055                        |
| 1999 | 16 888  | 9249                          |
| 2005 | 17 700  | 9693                          |

## Podział

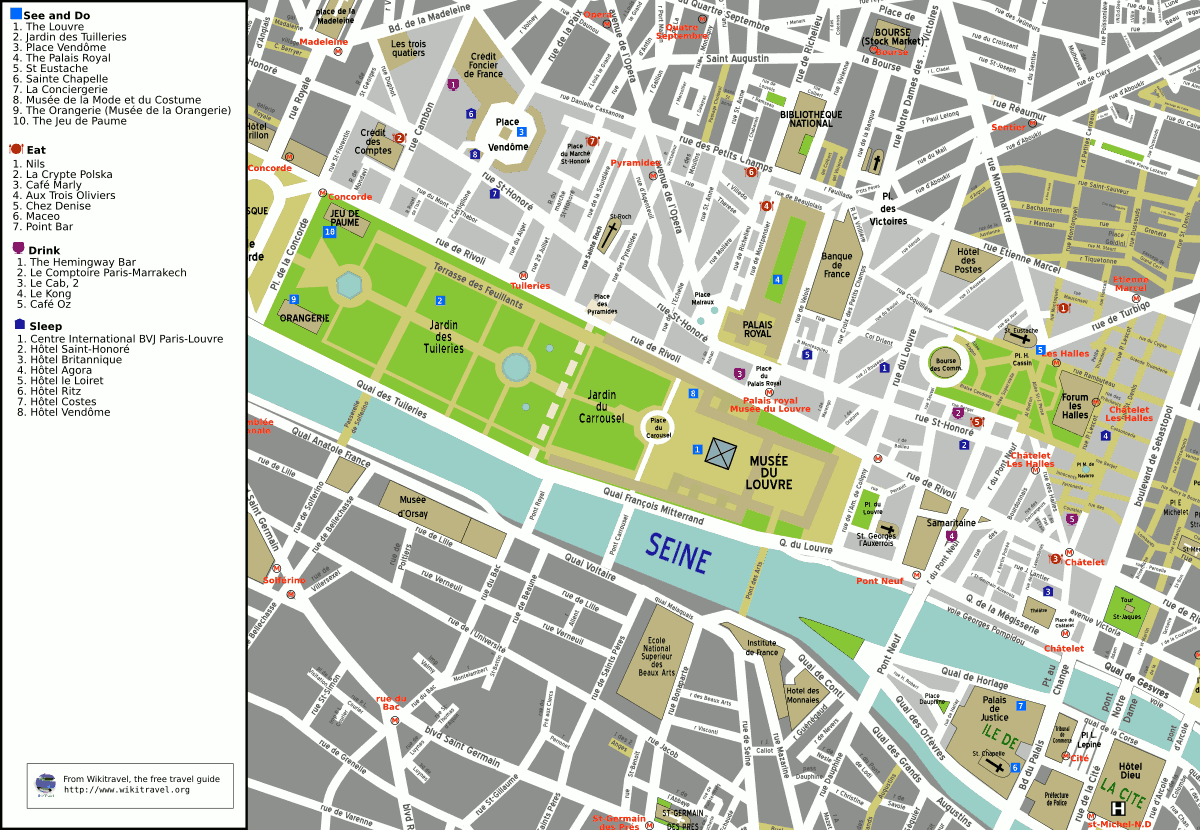
Plan 1. dzielnicy Paryża

Każdy z dwudziestu okręgów Paryża podzielona jest na cztery mniejsze jednostki administracyjne: kwartały: (fr. quartiers). I okręg dzieli się cztery dzielnice:
| Dzielnice                 | Ludność | Powierzchnia ( km²) | Gęstość zaludn. (mieszk./km²) |
| ------------------------- | ------- | ------------------- | ----------------------------- |
| Saint-Germain-l’Auxerrois | 1670    | 0.871               | 1917                          |
| Les Halles                | 8980    | 0.412               | 21 796                        |
| Palais-Royal              | 3,190   | 0.279               | 11 434                        |
| Place Vendôme             | 3,040   | 0.270               | 11 259                        |